# 托萊多 (北桑坦德省)
托萊多（西班牙語：Toledo）是哥倫比亞的城鎮，位於該國東北部，由北桑坦德省負責管轄，始建於1720年，面積1,578平方公里，海拔高度1,676米，主要經濟活動有種植咖啡、畜牧業和乳品業，2005年人口15,378。

## 外部連結
- （西班牙文） Government of Norte de Santander - Toledo
- （西班牙文） Toledo official website

7°18′47″N 72°29′15″W / 7.31306°N 72.4875°W